# Trường (khoa học máy tính)
Trong khoa học máy tính, dữ liệu có nhiều phần, còn được gọi là một bản ghi, có thể được chia thành các trường (tiếng Anh: field). Cơ sở dữ liệu quan hệ sắp xếp dữ liệu thành các tập hợp của bản ghi cơ sở dữ liệu, còn gọi là hàng. Mỗi bản ghi bao gồm vài trường; những trường của tất cả bản ghi tạo thành cột. Ví dụ các trường là: tên, giới tính, màu tóc.
Trong lập trình hướng đối tượng, trường (còn gọi là thành viên dữ liệu hay biến thành viên) là dữ liệu được đóng gói trong một lớp hay đối tượng. Trong tường hợp một trường thông thường (còn gọi là biến thực thể - instance variable), với mỗi thực thể của đối tượng sẽ có một biến thực thể: ví dụ, một lớp Nhân viên có trường Tên và mỗi nhân viên có một tên riêng biệt. Một trường tĩnh (static field, còn gọi là biến lớp) là một biến được chia sẻ cho tất cả các thực thể. Các trường được trừu tượng hóa bởi đặc tính (property), cho phép chúng được đọc và ghi như là trường, nhưng có thể sang các lời gọi phương thức 'getter' và 'setter'.